# لويغي هيرنانديز
لويغي هيرنانديز (بالإنجليزية: Luigi Hernandez)‏ هو لاعب كرة قدم بريطاني، ولد في 27 فبراير 1993 في جزر كايمان في المملكة المتحدة. شارك مع منتخب جزر كايمان لكرة القدم. أما مع النوادي، فقد لعب مع Ashford Town (Middlesex) F.C. ‏.

## وصلات خارجية
- لويغي هيرنانديز على موقع الاتحاد الدولي (مؤرشف)  (الإنجليزية)
- لويغي هيرنانديز على موقع قاعدة بيانات كرة القدم.إي يو (الإنجليزية)
- لويغي هيرنانديز على موقع ناشيونال فوتبول تيمز (الإنجليزية)
- لويغي هيرنانديز على موقع Soccerway.com (الإنجليزية)